# エリーザベト・フォン・バイエルン (1329-1402)
エリーザベト・フォン・バイエルン（ドイツ語：Elisabeth von Bayern, 1329年 - 1402年8月2日）は、神聖ローマ皇帝ルートヴィヒ4世の娘。

## 生涯
エリーザベトは神聖ローマ皇帝ルートヴィヒ4世とエノー・ホラント女伯マルガレーテの間の娘である。
1350年11月22日、エリーザベトはカングランデ2世・デッァ・スカラと結婚した。カングランデ2世は1352年9月13日に伯父アルベルト2世が死去した後、ヴェローナ行政長官となっていた。カングランデ2世は1359年12月14日に弟カンシニョーリオに暗殺された。この結婚で子供はいなかった。
1362年、エリーザベトはウルリヒ・フォン・ヴュルテンベルクと結婚した。ウルリヒはヴュルテンベルク伯エーバーハルト2世の嗣子であった。この結婚で、後にヴュルテンベルク伯位を継承するエーバーハルト3世が生まれた。ウルリヒは1388年8月23日にデフィンゲンの戦いにおいて戦死し、伯位は継承しなかった。